# ألكسندر يفدوكيموف
ألكسندر يفدوكيموف (بالروسية: Евдокимов, Александр Анатольевич)‏ (ولد في 28 أكتوبر 1985) لاعب شطرنج روسي يحمل لقب أستاذ كبير.

## ألقاب
- حصل على لقب أستاذ كبير عام 2005.

## إنجازات
- تعادل على المراكز من الأول للتاسع في دورة أراتوفسكي التذكارية للشطرنج عام 2007، مع كل من ألكسي فيدوروف، فلاديمير بوتكين، ألكسي ألكساندروف، فياتشيسلاف زاخارتسوف، أندري ديفياتكين، دينيس خيسماتولين، إيفجيني توماشيفسكي، سيرغي أزاروف.
- تعادل على المركز من الثاني إلى الثامن في يطولة العالم المفتوحة السنوية في عام 2012 في فيلادلفيا الأمريكية، مع كل من مارك تايلر أرنولد، يوري شولمان، غيورغي كاخيشفيلي، راي روبنسون، ويسلي سو، ألكسندر ليندرمان.

## تصنيف
- بلغ تصنيف إيلو 2502 نقطة في يناير 2018.

## روابط خارجية
- ألكسندر يفدوكيموف على موقع الاتحاد الدولي للشطرنج (الإنجليزية)
- ألكسندر يفدوكيموف على موقع مباريات الشطرنج (الإنجليزية)
- ألكسندر يفدوكيموف على موقع 365Chess.com (الإنجليزية)
- ألكسندر يفدوكيموف على موقع Chesstempo.com (الإنجليزية)
- ألكسندر يفدوكيموف على موقع الاتحاد الأمريكي للشطرنج (الإنجليزية)